# かまいたちの知らんけど
『かまいたちの知らんけど』（かまいたちのしらんけど）は、毎日放送で2021年1月14日より放送されているバラエティ番組であり、MCを務めるかまいたちの冠番組である。
本項では2020年2月8日と同年10月28日に放送されたパイロット版についても記述する。

## 概要
関西人がよく使う魔法の言葉「知らんけど」が添えられた、不確定で曖昧な情報を検証する番組である。
2020年2月8日に放送したパイロット版第1弾『知らんけど』を経て、同年10月28日に放送したパイロット版第2弾から現在のタイトルとなった。
パイロット版ではロケVTRを交えながらのスタジオ収録であったが、レギュラー版からはTwitterのアンケート機能を使用し、フォロワーの多数決でロケを展開する形式が中心となっている。
2021年10月期の改編で、同年10月7日より放送時間を1時間に拡大した（23:56 - 翌0:53）。
2021年10月、同年9月12日に放送した特別編「37年間通ったスーパー イズミヤへ濱家最後の挨拶」が、9月度のギャラクシー賞を受賞した。また、11月には2021年度上期の奨励賞を受賞した。
2022年10月期改編で、同年10月15日（14日深夜）より放送日時が土曜 0:20 - 1:20（金曜深夜）に移動となることが発表された。
2023年4月1日 (3月31日深夜) の放送にて、2023年4月16日(15日深夜) から毎週日曜 0:28 - 1:28 (土曜深夜) にお引っ越しすることを発表した。2023年4月9日 (8日深夜) にはお引っ越し前の再放送を行った。

## 出演者
- かまいたち（山内健司・濱家隆一）

## 主な企画

### フォロワーに展開を決めてもらった方がええロケになる、知らんけど
パイロット版第2回から行われている企画。かまいたちの二人がロケの様々な場面で何をするかの選択肢を決め、二人のTwitterアカウントのアンケート機能を利用して、フォロワーにどれが見たいかを問う。その結果、一番票数の多かった選択肢がロケ内で実行される。レギュラー版ではこの形式がメインとなっており、様々な企画でTwitterのアンケート機能が使用されている。

### 欲しいもの買って10kgならキャッシュバック、知らんけど
レギュラー版第28回から行われている企画。かまいたちとゲストが、舞台となる様々な店で販売されている商品3つを直感で選択。その3つの合計の重さが10kg近く（誤差500g以内）であると、選択した商品に加え賞金10万円が贈呈される。濱家はこの企画において高い勝率を誇っており、個人戦においては2022年6月現在未だ無敗である。
レギュラー版第44回にてゲストとして登場したトミーズ健は個人戦、コンビ戦ともに10万円を勝ち取っており、さらに第64回でもレジェンドとして参戦し、初の10kgピッタリを達成している。

### 忙しい人気者でも仕事と仕事の合間でならおしゃべりできる、知らんけど
レギュラー版第30回から行われている企画。忙しいゲストのスケジュールの合間の移動中に、キャンピングカー内でゲストとトークを行ったり、途中下車をしてゲストのやりたい事を行う。この企画のみ基本的に東京近郊での収録となる。

◯◯が大好きなら何でもわかる　◯◯王決定戦、知らんけど
◯◯にはお店の名前が入る。かまいたちとゲストが様々な飲食チェーン店やコンビニエンスストアなどを舞台に、そのお店に関する様々なクイズやゲームに挑戦する。ゲームの順位ごとに獲得できるポイントを競い合い、獲得ポイントが多い人の優勝となる。最下位には知らんけどトランプを引いて出た項目の罰ゲームが執行される。

## 放送リスト

### パイロット
| 2020年 | 2020年   | 2020年 | 2020年 |
| #      | 放送日   | 内容 | ゲスト出演者 |
| ------ | -------- | --- | --- |
| 1      | 2月8日   | - 551の辛子ってどの辛子よりも一番辛いらしいで、知らんけど - 551って本店の豚まんだけ形がきれすぎる。絶対超スパルタで包む教育されてる、知らんけど - ガンバレルーヤのよしこって551の豚まんあげるからってナンパされたらしいで、知らんけど - 新喜劇の設定、一番多いの絶対うどん屋やろ、知らんけど - 大阪の人って、タダのもんやったら何でも持って帰るって聞いた、知らんけど - パックのご飯にカイロおいて、タオルで巻いて15分くらい待つとあったまって食べれるらしいで、知らんけど - 太陽の塔の前で写真を撮る時みんな絶対に手を広げたポーズで撮ります！知らんけど。 - 美人はオナラの臭いしないらしいで、知らんけど - かわいいミニブタの動画を1分見るのは、8時間睡眠とるのと同じ効果らしいで、知らんけど - 縮んだセーターにトリートメント塗ると元に戻るらしいで、知らんけど - 鍋の上に菜箸置いたら吹きこぼれへんらしい、知らんけど - ヒジでアゴは絶対触られへんらしい、知らんけど - ウェットスーツって、足首のところを折って、首からお湯入れたらすぐ脱げるらしいで、知らんけど | 赤井英和、野々村友紀子、よしこ（ガンバレルーヤ）、すっちー、小籔千豊、川畑泰史、酒井藍、内場勝則、未知やすえ、森脇健児、あさいあみ、内田瑞穂、叶夢、香衣、誠子（尼神インター）、おかずクラブ、ザ・たっち |
| 2      | 10月28日 | - かまいたちの2人旅。フォロワーが展開を決めたほうがええVTRになる、知らんけど - 山内がキャスティングさえしたらあとは何もせんでもおもろなる、知らんけど - 知らんけどさん いらっしゃい | 野々村友紀子、なかやまきんに君、丸山桂里奈 |

### レギュラー
| 2021年   | 2021年   | 2021年 | 2021年 | 2021年                                                                                        |
| #        | 放送日   | 内容 | ゲスト出演者 | 備考                                                                                          |
| -------- | -------- | --- | --- | --------------------------------------------------------------------------------------------- |
| 1        | 1月14日  | フォロワーに展開を決めてもらった方がええVTRになる、知らんけど                                                                                         | 田中一彦（スーパーマラドーナ）、長谷川穂積                                                                                  | 行先：有馬温泉                                                                                |
| 2        | 1月21日  | フォロワーに展開を決めてもらった方がええVTRになる、知らんけど                                                                                         | 長谷川穂積 | 行先：有馬温泉                                                                                |
| 3        | 1月28日  | 芸人に展開を決めてもらった方がいいロケになる、知らんけど                                                                                              | 小島瑠璃子、たむらけんじ、アキナ                                                                                            | 行先：琵琶湖                                                                                  |
| 4        | 2月4日   | 芸人に展開を決めてもらった方がいいロケになる、知らんけど                                                                                              | 守谷日和 | 行先：琵琶湖                                                                                  |
| 5        | 2月11日  | 遊び方をフォロワーに決めてもらった方が面白くなる、知らんけど                                                                                          | アインシュタイン |                                                                                               |
| 6（SP）  | 2月13日  | かまいたち2人旅SP 有馬温泉&琵琶湖グランピング旅 | | #1～4の総集編                                                                                 |
| 7        | 2月18日  | フォロワーに決めてもらった方がええキャラが生まれる、知らんけど                                                                                        | アインシュタイン |                                                                                               |
| 8        | 2月25日  | フォロワーが決めたらトランプだけでも面白くなる、知らんけど                                                                                            | ニューヨーク |                                                                                               |
| 9        | 3月4日   | フォロワーが決めたらトランプだけでも面白くなる、知らんけど                                                                                            | ニューヨーク |                                                                                               |
| 10       | 3月11日  | おいでやすこがの扱い方 フォロワーが決めた方がおもしろくなる、知らんけど                                                                               | おいでやすこが |                                                                                               |
| 11       | 3月18日  | おいでやすこがの扱い方 フォロワーが決めた方がおもしろくなる、知らんけど                                                                               | おいでやすこが |                                                                                               |
| 12       | 3月25日  | TV局探検！フォロワーに展開を決めてもらった方が面白くなる、知らんけど                                                                                  | 天竺鼠 | ロケ地：毎日放送                                                                              |
| 13       | 4月1日   | TV局探検！フォロワーに展開を決めてもらった方が面白くなる、知らんけど                                                                                  | 天竺鼠 | ロケ地：毎日放送                                                                              |
| 14       | 4月15日  | フォロワーが決めた方が、良いお買い物ができる、知らんけど                                                                                              | 守谷日和 | ロケ地：梅田ロフト                                                                            |
| 15       | 4月22日  | 奥さんへのプレゼント相方より旦那が選んだもの欲しがるに決まってる、知らんけど                                                                          | | ロケ地：梅田ロフト                                                                            |
| 16       | 4月29日  | 2人キャンプ！フォロワーに展開を決めてもらった方がいいロケになる、知らんけど                                                                           | | 行先：舞洲                                                                                    |
| 17       | 5月6日   | 2人キャンプ！フォロワーに展開を決めてもらった方がいいロケになる、知らんけど                                                                           | | 行先：舞洲                                                                                    |
| 18       | 5月13日  | 2人キャンプ！フォロワーに展開を決めてもらった方がいいロケになる、知らんけど                                                                           | 藤崎マーケット、守谷日和 | 行先：舞洲                                                                                    |
| 19       | 5月20日  | - 視聴者が選んだ方が「お洒落コーデ」になる、知らんけど - 奥さんのコーデ 相方より旦那が選んだもの欲しがる、知らんけど                                  | | ロケ地：GU梅田店                                                                              |
| 20       | 5月27日  | 山内はまだ何もしてない女子と遊べると喜ぶ、知らんけど                                                                                                  | |                                                                                               |
| 21       | 6月3日   | - 忙しすぎるかまいたち、昔会った人のことなんて忘れてしまっている、知らんけど - 誰にも聞かれない船の中でなら普段は聞けない秘密の話が聞ける、知らんけど | ほりお（おたまじゃくし）、真べぇ（ダブルアート）、たかのり（ツートライブ）、池田（タナからイケダ）、お兄ちゃん（ビタミンS） | 10分拡大SP                                                                                    |
| 22       | 6月10日  | - 忙しすぎるかまいたち、昔会った人のことなんて忘れてしまっている、知らんけど - 誰にも聞かれない船の中でなら普段は聞けない秘密の話が聞ける、知らんけど | ほりお（おたまじゃくし）、真べぇ（ダブルアート）、たかのり（ツートライブ）、池田（タナからイケダ）、お兄ちゃん（ビタミンS） | 10分拡大SP                                                                                    |
| 23       | 6月17日  | 濱家被害者の会 大阪には謝るべき芸人が山ほどいる、知らんけど                                                                                           | マルセイユ、ツートライブ、真べぇ（ダブルアート）、池田（タナからイケダ）、諸見里大介、ヘンダーソン、中道正彦、吉田たち      |                                                                                               |
| 24       | 6月24日  | 濱家被害者の会 大阪には謝るべき芸人が山ほどいる、知らんけど                                                                                           | マルセイユ、ツートライブ、真べぇ（ダブルアート）、池田（タナからイケダ）、諸見里大介、ヘンダーソン、中道正彦、吉田たち      |                                                                                               |
| 25       | 7月1日   | 2人でイチャイチャUSJで遊べば運気が上がる、知らんけど                                                                                                  | | ロケ地：USJ                                                                                   |
| 26       | 7月8日   | 2人でイチャイチャUSJで遊べば運気が上がる、知らんけど                                                                                                  | | ロケ地：USJ                                                                                   |
| 27       | 7月15日  | 特別企画 お世話になったお店にはお礼を言いにいかなアカン、絶対に                                                                                       | お兄ちゃん（ビタミンS） | ロケ地：上新庄                                                                                |
| 28       | 8月12日  | 奥さんへのプレゼント、相方より旦那が選んだもの欲しがるに決まってる、知らんけど                                                                        | | ロケ地：無印良品（グランフロント大阪）                                                        |
| 29       | 8月19日  | - 女子コーデ対決！無印良品ならイケてない山内でも勝てる、知らんけど - 無印良品で欲しいもの買って10kgならキャッシュバック、知らんけど                   | | ロケ地：無印良品（グランフロント大阪）                                                        |
| 30       | 8月26日  | まだ何もしてない女子とホームパーティーしたら盛り上がる、知らんけど                                                                                    | 3時のヒロイン、田崎佑一（藤崎マーケット）                                                                                   |                                                                                               |
| 31       | 9月2日   | 忙しい人気者でも仕事と仕事の合間でならおしゃべりできる、知らんけど                                                                                    | マヂカルラブリー |                                                                                               |
| 32       | 9月9日   | 忙しい人気者でも仕事と仕事の合間でならおしゃべりできる、知らんけど                                                                                    | フワちゃん |                                                                                               |
| 33（SP） | 9月12日  | 特別編 お世話になったお店にはお礼を言いにいかなアカン、絶対に                                                                                         | お兄ちゃん（ビタミンS） | ロケ地：上新庄 1. 26の未公開映像と、イズミヤ上新庄店最終営業日（8月29日）の映像を加えた特別編 |
| 34       | 9月16日  | 「ピザパーティー」人気者が運に任せて作ったらとてつもなく美味しいピザが出来る、知らんけど                                                              | 河合郁人 | ロケ地：MISUGIYA+福島店                                                                       |
| 35       | 9月23日  | 河合郁人VSかまいたちピザ対決 完結編 | 河合郁人 | ロケ地：安穏農園 協力：石窯ピッツァアンソニー（移動式ピザ窯）                                 |
| 36       | 10月3日  | 祝1時間化！濱家パンイチスキーで体張りまくり！＆史上最大ハイテンション！仲良し同期と豪華キャンプ                                                       | | 総集編                                                                                        |
| 37       | 10月7日  | サンドウィッチマンとぶっちゃけトーク！年収5億ウワサの真相は!?                                                                                         | サンドウィッチマン |                                                                                               |
| 38       | 10月14日 | 濱家大絶叫！サンドウィッチマンと超貴重トーク | サンドウィッチマン |                                                                                               |
| 39       | 10月21日 | チョコプラと本音トーク！3000万円ランボルギーニ購入!?                                                                                                  | チョコレートプラネット |                                                                                               |
| 40       | 10月28日 | かまいたち崩壊!!梅沢富美男とドライブ旅で本気トーク | 梅沢富美男 |                                                                                               |
| 41       | 11月4日  | 南キャン山里と本音トーク！千鳥・大悟を取り合い!? | 山里亮太（南海キャンディーズ）                                                                                              |                                                                                               |
| 42       | 11月11日 | 山内激ギレ！アキナ山名へ結婚祝い！ヒロミとドライブ旅                                                                                                  | アキナ、ヒロミ |                                                                                               |
| 43       | 11月18日 | 濱家が超高級時計購入!?ヒロミとドライブ旅で丸裸！ | アキナ、ヒロミ |                                                                                               |
| 44       | 11月25日 | 橋下徹とドライブ旅 | 橋下徹 |                                                                                               |
| 45       | 12月2日  | トミーズとIKEAで重さピッタリチャレンジ&橋下徹とドライブ旅                                                                                             | トミーズ、橋下徹 |                                                                                               |
| 46       | 12月9日  | アインシュタインと餃子の王将で最強のブレート作り対決                                                                                                  | アインシュタイン |                                                                                               |
| 47       | 12月16日 | サンドウイッチマンとドライブ旅 完全版 | サンドウイッチマン |                                                                                               |

| 2022年   | 2022年   | 2022年                                                                                           | 2022年                                                           | 2022年                         |
| #        | 放送日   | 内容                                                                                             | ゲスト出演者                                                     | 備考                           |
| -------- | -------- | ------------------------------------------------------------------------------------------------ | ---------------------------------------------------------------- | ------------------------------ |
| 48（SP） | 1月2日   | 同期で熱海旅 前編                                                                                | 天竺鼠、藤崎マーケット、アキナ、アインシュタイン                 |                                |
| 49（SP） | 1月3日   | 同期で熱海旅 後編                                                                                | 天竺鼠、藤崎マーケット、アキナ、アインシュタイン、ビタミンS      |                                |
| 50       | 1月13日  | 同期で熱海旅 完全版                                                                              | 天竺鼠、藤崎マーケット、アキナ、アインシュタイン、ビタミンS      |                                |
| 51       | 1月20日  | ガストで最強のプレートを決めよう                                                                 | 野々村友紀子                                                     |                                |
| 52       | 1月27日  | 麒麟川島とドライブ旅                                                                             | 川島明（麒麟）                                                   |                                |
| 53       | 2月3日   | 東急ハンズで奥さんへのプレゼント選び                                                             |                                                                  |                                |
| 54       | 2月24日  | ロングコートダディと東急ハンズで重さピッタリチャレンジ&野々村友紀子とドライブトーク              | ロングコートダディ、野々村友紀子                                 |                                |
| 55       | 3月3日   | 出川哲朗とドライブ旅                                                                             | 出川哲朗                                                         |                                |
| 56       | 3月10日  | 出川哲朗とドライブ旅&ヒロミ・山里秘蔵トーク                                                      | 出川哲朗、ヒロミ、山里亮太（南海キャンディーズ）                 |                                |
| 57       | 3月17日  | フォロワーに選ばれるテーブルコーディネートが一番センスある、知らんけど                           | 小杉竜一（ブラックマヨネーズ）                                   |                                |
| 58       | 3月24日  | FUJIWARAとドライブ旅                                                                             | FUJIWARA                                                         |                                |
| 59       | 3月31日  | かまいたち2人っきりのトークスペシャル                                                            |                                                                  |                                |
| 60       | 4月14日  | 3COINSの商品、値段の正しい順に並べたら賞金プレゼント!知らんけど&佐久間宣行とドライブ旅           | アキナ、佐久間宣行                                               |                                |
| 61       | 4月21日  | 一番欲しい商品バレなければもらえる!名付けてショッピングダウト、知らんけど&佐久間宣行とドライブ旅 | アキナ、佐久間宣行                                               |                                |
| 62       | 4月28日  | ロンブー淳とドライブ旅                                                                           | 田村淳（ロンドンブーツ1号2号）                                   |                                |
| 63       | 5月5日   | 丸亀製麺1000円ぴったり注文チャレンジ&陣内智則とドライブ旅                                        | ハイヒールモモコ、陣内智則                                       |                                |
| 64       | 5月12日  | 丸亀製麺1000円ぴったり注文チャレンジ&陣内智則とドライブ旅                                        | ハイヒールモモコ、陣内智則                                       |                                |
| 65       | 5月19日  | 無印良品で重さピッタリチャレンジ&今田耕司とドライブ旅                                            | トミーズ健、おいでやすこが、今田耕司                             |                                |
| 66       | 5月26日  | 無印良品でお弁当作り対決&今田耕司とドライブ旅                                                    | トミーズ健、おいでやすこが、今田耕司                             |                                |
| 67       | 6月2日   | 高島屋デパ地下グルメでテーブルコーデ対決                                                         | ぼる塾                                                           |                                |
| 68       | 6月9日   | GUで最新SUMMERファッションコーディネート対決&ギャロップ林イチ押しチャーハン                      | 林健（ギャロップ）                                               |                                |
| 69       | 6月23日  | 華原朋美とドライブ旅                                                                             | 華原朋美                                                         |                                |
| 70       | 6月30日  | LOFTで重さピッタリチャレンジ&モグライダーとドライブ旅                                            | 原口あきまさ、JP、モグライダー                                   |                                |
| 71       | 7月7日   | 原口あきまさ・JPとドライブ旅&ハイヒールモモコとドライブ旅                                        | 原口あきまさ、JP、ハイヒールモモコ、市川義ー（女と男）、稲川淳二 |                                |
| 72       | 7月14日  | マクドナルド王決定戦                                                                             | 小杉竜一（ブラックマヨネーズ）                                   |                                |
| 73       | 7月28日  | 見取り図とドライブ旅                                                                             | 見取り図                                                         |                                |
| 74       | 8月4日   | よゐことドライブ旅                                                                               | よゐこ                                                           |                                |
| 75       | 8月11日  | 大豪邸で社長の私物じゃないものはどれ!?&ハリウッドザコシショウ&くっきー!のドライブ旅              | ミルクボーイ、ハリウッドザコシショウ、くっきー!（野性爆弾）      |                                |
| 76       | 8月18日  | 大豪邸で重さピッタリチャレンジ&ハリウッドザコシショウ&くっきー!のドライブ旅                      | ミルクボーイ、ハリウッドザコシショウ、くっきー!（野性爆弾）      |                                |
| 77       | 8月25日  | 真夏の北海道2人旅                                                                                |                                                                  |                                |
| 78       | 9月1日   | 錦鯉vsかまいたち 真夏の北海道3番勝負                                                             | 錦鯉                                                             |                                |
| 79       | 9月8日   | お花王決定戦&さらば青春の光とドライブ旅                                                          | 紫吹淳、渋谷凪咲（NMB48）、さらば青春の光                        |                                |
| 80       | 9月15日  | 生け花コーディネート対決&さらば青春の光とドライブ旅                                              | 紫吹淳、渋谷凪咲（NMB48）、さらば青春の光                        |                                |
| 81       | 9月22日  | 小島瑠璃子とドライブ旅                                                                           | 小島瑠璃子                                                       |                                |
| 82       | 10月14日 | アンミカとパフェ作り対決                                                                         | アンミカ                                                         | この放送日から金曜深夜に放送。 |
| 83       | 10月28日 | 山内が思い出の奈良巡り!                                                                          |                                                                  | [ 13 ]                         |
| 84       | 11月4日  | ワンカルビ王決定戦                                                                               | 小杉竜一（ブラックマヨネーズ）                                   | [ 14 ]                         |
| 85       | 11月11日 | メッセンジャー黒田とドライブ旅                                                                   | 黒田有（メッセンジャー）                                         | [ 15 ]                         |
| 86       | 11月18日 | 指原莉乃とテーブルコーデ対決・ドライブ旅                                                         | 指原莉乃                                                         | [ 16 ]                         |
| 87       | 11月25日 | 大豪邸でニセモノ探し&ドライブ旅                                                                  | 大久保佳代子、指原莉乃                                           | [ 17 ]                         |
| 88       | 12月2日  | アパホテル王決定戦&オズワルドとドライブ旅                                                        | 大久保佳代子、オズワルド                                         | [ 18 ]                         |
| 89       | 12月9日  | ミスタードーナツ王決定戦                                                                         | FUJIWARA                                                         | [ 19 ]                         |
| 90       | 12月16日 | 鳥谷敬とドライブ旅                                                                               | 鳥谷敬                                                           | [ 20 ]                         |
| 91       | 12月23日 | 石井亮次とドライブ旅                                                                             | 石井亮次、トミーズ                                               | [ 21 ]                         |

| 2023年   | 2023年   | 2023年                                            | 2023年                                                                                  | 2023年                           |
| #        | 放送日   | 内容                                              | ゲスト出演者                                                                            | 備考                             |
| -------- | -------- | ------------------------------------------------- | --------------------------------------------------------------------------------------- | -------------------------------- |
| 92（SP） | 1月3日   | 同期で伊豆旅                                      | 天竺鼠、藤崎マーケット、アインシュタイン、水田信二（和牛）、ビタミンS、バイク川崎バイク | [ 22 ]                           |
| 93       | 1月13日  | 同期で伊豆旅 完全版                               | 天竺鼠、藤崎マーケット、アインシュタイン、水田信二（和牛）、ビタミンS、バイク川崎バイク | [ 23 ]                           |
| 94       | 1月20日  | 鳥貴族王決定戦                                    | 小杉竜一（ブラックマヨネーズ）                                                          | [ 24 ]                           |
| 95       | 1月27日  | 家系ラーメン王決定戦&ドライブ旅未公開             | 薄幸（納言）、守谷日和、指原莉乃、錦鯉                                                  | [ 25 ]                           |
| 96       | 2月3日   | ロッチとドライブ旅                                | ロッチ                                                                                  | [ 26 ]                           |
| 97       | 2月10日  | 笑い飯とドライブ旅                                | 笑い飯                                                                                  | [ 27 ]                           |
| 98       | 2月17日  | 濱家の裏なんばで思い出の名店めぐり                | 林健（ギャロップ）、池田周平（タナからイケダ）                                          | [ 28 ]                           |
| 99       | 2月24日  | 大豪邸で私物の中に混じっている3つのニセモノを探せ | ミッツ・マングローブ、生島ヒロシ                                                        | [ 29 ]                           |
| 100      | 3月3日   | 伊沢拓司とドライブ旅                              | 伊沢拓司                                                                                | [ 30 ]                           |
| 101      | 3月17日  | 後藤真希とドライブ旅                              | 後藤真希                                                                                | [ 31 ]                           |
| 102      | 3月24日  | 家電王決定戦                                      | トミーズ健                                                                              | [ 32 ]                           |
| 103      | 3月31日  | ゲストとドライブトークSP                          |                                                                                         |                                  |
| 104      | 4月15日  | 丸山隆平とドライブ旅                              | 丸山隆平（関ジャニ∞）                                                                   | この放送日から毎週土曜日に放送。 |
| 105      | 4月22日  | かまいたちが変装して遊園地へ バレる?バレない?     |                                                                                         | [ 34 ]                           |
| 106      | 4月29日  | 小籔千豊とドライブ旅                              | 小籔千豊、COWCOW、2丁拳銃、土肥ポン太                                                   | [ 35 ]                           |
| 107      | 5月6日   | ウエストランドとドライブ旅                        | ウエストランド、牧野ステテコ                                                            | [ 36 ]                           |
| 108      | 5月13日  | ピザーラ王決定戦                                  | 小杉竜一（ブラックマヨネーズ）                                                          | [ 37 ]                           |
| 109      | 5月20日  | 矢野燿大とドライブ旅                              | 矢野燿大                                                                                | [ 38 ]                           |
| 110      | 5月27日  | ファミリーマート王決定戦                          | 小杉竜一（ブラックマヨネーズ）、津田篤宏（ダイアン）                                    | [ 39 ]                           |
| 111      | 6月3日   | 551蓬莱王決定戦                                   | 黒田有（メッセンジャー）                                                                | [ 40 ]                           |
| 112      | 6月10日  | 阿佐ヶ谷姉妹とドライブ旅                          | 阿佐ヶ谷姉妹                                                                            | [ 41 ]                           |
| 113      | 6月17日  | EXITとドライブ旅                                  | EXIT                                                                                    | [ 42 ]                           |
| 114      | 6月24日  | 芸能界家系ラーメン王決定戦                        | 月亭八光、森田哲矢（さらば青春の光）、中川パラダイス（ウーマンラッシュアワー）          | [ 43 ]                           |
| 115      | 7月1日   | 糸井嘉男とドライブ旅                              | 糸井嘉男                                                                                | [ 44 ]                           |
| 116      | 7月8日   | かつみ♥️さゆり王決定戦                            | かつみ♥️さゆり、藤崎マーケット                                                          | [ 45 ]                           |
| 117      | 7月15日  | ダウト対決                                        | 津田篤宏（ダイアン）、尾形貴弘（パンサー）                                              | [ 46 ]                           |
| 118      | 7月29日  | せやねん!ロケに再挑戦                             |                                                                                         | [ 47 ]                           |
| 119      | 8月5日   | 亀田親子とドライブ旅                              | 亀田史郎、亀田大毅、亀田姫月                                                            | [ 48 ]                           |
| 120      | 8月12日  | ダウト対決                                        | 見取り図                                                                                | [ 49 ]                           |
| 121      | 9月2日   | ハライチとドライブ旅                              | ハライチ                                                                                | [ 50 ]                           |
| 122      | 9月9日   | 狩野英孝とドライブ旅                              | 狩野英孝、カナメストーン、スーパーニュウニュウ、カトゥー                                | [ 51 ]                           |
| 123      | 9月16日  | 無印良品王決定戦                                  | ミルクボーイ                                                                            | [ 52 ]                           |
| 124      | 9月23日  | ナイツとドライブ旅                                | ナイツ                                                                                  | [ 53 ]                           |
| 125      | 10月21日 | 久本雅美とドライブ旅                              | 久本雅美                                                                                | [ 54 ]                           |
| 126      | 11月11日 | ローソン王決定戦                                  | 小杉竜一（ブラックマヨネーズ）、津田篤宏（ダイアン）                                    | [ 55 ]                           |
| 127      | 11月18日 | かまいたちとバレずに2人きり遊べるか!?             |                                                                                         | [ 56 ]                           |
| 128      | 11月25日 | くら寿司王決定戦                                  | ダチョウ倶楽部                                                                          | [ 57 ]                           |
| 129      | 12月2日  | 大豪邸でニセモノ探し                              | 小杉竜一（ブラックマヨネーズ）、赤井英和                                                | [ 58 ]                           |
| 130      | 12月9日  | 山内大好きなものスペシャル                        |                                                                                         | [ 59 ]                           |
| 131      | 12月16日 | 天下一品王決定戦                                  | チュートリアル、SUGIZO（LUNA SEA）                                                      | [ 60 ]                           |
| 132      | 12月23日 | 名倉潤とドライブ旅                                | 名倉潤（ネプチューン）                                                                  | [ 61 ]                           |

| 2024年    | 2024年   | 2024年                                                      | 2024年 | 2024年     |
| #         | 放送日   | 内容                                                        | ゲスト出演者 | 備考       |
| --------- | -------- | ----------------------------------------------------------- | --- | ---------- |
| 133（SP） | 1月3日   | 同期旅in那須                                                | アインシュタイン、藤崎マーケット、守谷日和、アキナ、バイク川崎バイク、川原克己（天竺鼠）、ビタミンS、水田信二（和牛） | お正月SP。 |
| 134       | 1月13日  | お正月SP同期旅完全版                                        | アインシュタイン、藤崎マーケット、守谷日和、アキナ、バイク川崎バイク、川原克己（天竺鼠）、ビタミンS、水田信二（和牛） | [ 63 ]     |
| 135       | 1月20日  | 女子高に潜入                                                | | [ 64 ]     |
| 136       | 1月27日  | 本気の知名度調査&女子高で本気授業                           | | [ 65 ]     |
| 137       | 2月3日   | 島田珠代とドライブ旅                                        | 島田珠代、井上安世 | [ 66 ]     |
| 138       | 2月10日  | 尼崎で完全ノープランロケ                                    | | [ 67 ]     |
| 139       | 2月17日  | 家系ラーメン王決定戦&山田花子とドライブ旅                   | 末成映薫、山田花子 | [ 68 ]     |
| 140       | 2月24日  | DAIGOとドライブ旅                                           | DAIGO | [ 69 ]     |
| 141       | 3月2日   | キャイ～ンとドライブ旅                                      | キャイ～ン | [ 70 ]     |
| 142       | 3月9日   | 蛍原徹とドライブ旅                                          | 蛍原徹 | [ 71 ]     |
| 143       | 3月16日  | グリコ王決定戦                                              | ロッチ | [ 72 ]     |
| 144       | 3月23日  | 芸能界家系ラーメン王決定戦                                  | 後藤拓実（四千頭身）、バイク川崎バイク                                                                                | [ 73 ]     |
| 145       | 3月30日  | 豪華ゲスト貴重トークSP                                      | 阿佐ヶ谷姉妹、狩野英孝、ロッチ、久本雅美、鳥谷敬、糸井嘉男                                                            | [ 74 ]     |
| 146       | 4月20日  | バンダイ王決定戦                                            | 野々村友紀子 | [ 75 ]     |
| 147       | 4月27日  | ずんとドライブ旅                                            | ずん | [ 76 ]     |
| 148       | 5月4日   | マクドナルド王決定戦                                        | 小杉竜一（ブラックマヨネーズ）、津田篤宏（ダイアン）                                                                  | [ 77 ]     |
| 149       | 5月11日  | ダイアンとドライブ旅                                        | ダイアン | [ 78 ]     |
| 150       | 5月18日  | 家系ラーメン王決定戦                                        | 八木真澄（サバンナ）、紅しょうが、河野良祐（令和喜多みな実）                                                          | [ 79 ]     |
| 151       | 5月25日  | 無印良品王決定戦                                            | 水田信二、ゆりやんレトリィバァ                                                                                        | [ 80 ]     |
| 152       | 6月1日   | 関根勤とドライブ旅                                          | 関根勤 | [ 81 ]     |
| 153       | 6月22日  | GU王決定戦                                                  | ベッキー、コカドケンタロウ（ロッチ）                                                                                  | [ 82 ]     |
| 154       | 6月29日  | サーティワン王決定戦                                        | 小杉竜一（ブラックマヨネーズ）、おいでやす小田                                                                        | [ 83 ]     |
| 155       | 7月6日   | マユリカとドライブ旅                                        | マユリカ | [ 84 ]     |
| 156       | 7月13日  | 明治王決定戦                                                | ロッチ | [ 85 ]     |
| 157       | 7月20日  | 同期でナイトキャンプ                                        | 藤崎マーケット、山名文和（アキナ）、お兄ちゃん（ビタミンS）、たけだバーべキュー                                       | [ 86 ]     |
| 158       | 8月17日  | 芸能事務所系ラーメン王決定戦&エイベックスイントロクイズ対決 | DJ KOO、鈴木亜美、生見愛瑠、高野洸、はんなみいな、佐藤三兄弟                                                          | [ 87 ]     |
| 159       | 8月24日  | 家系ラーメン王決定戦&とろサーモンとドライブ旅               | とろサーモン | [ 88 ]     |
| 160       | 8月31日  | 銀シャリとドライブ旅                                        | 銀シャリ | [ 89 ]     |
| 161       | 9月7日   | コメダ王決定戦                                              | 飯尾和樹（ずん）、ケンドーコバヤシ                                                                                    | [ 90 ]     |
| 162       | 9月14日  | 芸能界家系ラーメン王決定戦                                  | 野々村友紀子、川谷修士（2丁拳銃）、ベッキー                                                                           | [ 91 ]     |
| 163       | 9月21日  | チュートリアルとドライブ旅                                  | チュートリアル | [ 92 ]     |
| 164       | 9月28日  | かまいたち知名度調査!                                       | | [ 93 ]     |
| 165       | 10月12日 | かまいたちを後輩・紅しょうががおもてなし                    | 紅しょうが | [ 94 ]     |
| 166       | 10月19日 | 夜の大阪・十三で街ブラロケ&芸人を辞めた方が幸せになれる     | | [ 95 ]     |
| 167       | 11月2日  | YOUとドライブ旅                                             | YOU | [ 96 ]     |
| 168       | 11月9日  | 宮川大輔とドライブ旅                                        | 宮川大輔 | [ 97 ]     |
| 169       | 11月30日 | ケンタッキー王決定戦                                        | 小杉竜一（ブラックマヨネーズ）、津田篤宏（ダイアン）                                                                  | [ 98 ]     |
| 170       | 12月7日  | ニューヨークとドライブ旅                                    | ニューヨーク | [ 99 ]     |
| 171       | 12月14日 | モスバーガー王決定戦                                        | 小杉竜一（ブラックマヨネーズ）、津田篤宏（ダイアン）                                                                  | [ 100 ]    |
| 172       | 12月21日 | ユニクロ王決定戦                                            | 井上裕介（NON STYLE）、村重杏奈                                                                                       | [ 101 ]    |

| 2025年    | 2025年  | 2025年                                                                | 2025年 | 2025年                   |
| #         | 放送日  | 内容                                                                  | ゲスト出演者                                                                                                | 備考                     |
| --------- | ------- | --------------------------------------------------------------------- | --- | ------------------------ |
| 173（SP） | 1月3日  | 同期旅in金沢                                                          | 川原克己（天竺鼠）、藤崎マーケット、アキナ、水田信二、バイク川崎バイク、守谷日和、ビタミンS、ライス、しずる | お正月同期旅スペシャル。 |
| 174       | 1月4日  | 同期旅in金沢 続編                                                     | 川原克己（天竺鼠）、藤崎マーケット、アキナ、水田信二、バイク川崎バイク、守谷日和、ビタミンS、ライス、しずる | お正月同期旅SP 続編。    |
| 175       | 1月11日 | 中山秀征とドライブ旅                                                  | 中山秀征 | [ 104 ]                  |
| 176       | 1月18日 | 見取り図とわらしべ長者                                                | 見取り図 | [ 105 ]                  |
| 177       | 1月25日 | カプリチョーザ王決定戦                                                | 水田信二、見取り図                                                                                          | [ 106 ]                  |
| 178       | 2月1日  | 平成ノブシコブシとドライブ旅                                          | 平成ノブシコブシ、5GAP、シモタ（シモリュウ）                                                                | [ 107 ]                  |
| 179       | 2月8日  | せやねん王決定戦                                                      | トミーズ健（トミーズ）、スマイル、小嶋花梨（NMB48）                                                         | [ 108 ]                  |
| 180       | 2月15日 | 夜の大阪・裏なんばで街ぶらロケ&芸人を辞めた方が幸せになれる&緊急企画! | ライス | [ 109 ]                  |
| 181       | 2月22日 | タカアンドトシとドライブ旅                                            | タカアンドトシ                                                                                              | [ 110 ]                  |
| 182       | 3月1日  | スシロー王決定戦                                                      | 銀シャリ | [ 111 ]                  |
| 183       | 3月8日  | さや香とドライブ旅                                                    | さや香 | [ 112 ]                  |
| 184       | 3月15日 | メッセンジャー黒田と出産祝いドライブ旅                                | 黒田有（メッセンジャー）、八木真澄（サバンナ）、武川智美（毎日放送アナウンサー）                            | [ 113 ]                  |
| 185       | 3月22日 | 家系ラーメン王決定戦SP                                                | 月亭八光、野々村友紀子、後藤拓実（四千頭身）、紅しょうが                                                    | [ 114 ]                  |
| 186       | 4月5日  | やす子とドライブ旅                                                    | やす子 | [ 115 ]                  |
| 187       | 4月19日 | ケンコバとドライブ旅                                                  | ケンドーコバヤシ、イチゴ、あくびぼうや                                                                      | [ 116 ]                  |
| 188       | 4月26日 | 35年ありがとう!梅田ロフト王決定戦                                     | トミーズ健（トミーズ）、井上裕介（NON STYLE）                                                               | [ 117 ]                  |
| 189       | 5月3日  | ドン・キホーテ王決定戦                                                | ケンドーコバヤシ、おいでやす小田                                                                            | [ 118 ]                  |
| 190       | 5月10日 | 餃子の王将王決定戦                                                    | 小杉竜一（ブラックマヨネーズ）、津田篤宏（ダイアン）                                                        | [ 119 ]                  |
| 191       | 5月17日 | 友近とドライブ旅                                                      | 友近 | [ 120 ]                  |
| 192       | 5月24日 | ミニストップ王決定戦                                                  | アインシュタイン、水田信二                                                                                  | [ 121 ]                  |
| 193       | 5月31日 | 毒舌芸人バスツアー                                                    | 水田信二、井口浩之（ウエストランド）、お見送り芸人しんいち                                                  | [ 122 ]                  |
| 194       | 6月7日  | 藤崎マーケットとわらしべ長者                                          | 藤崎マーケット                                                                                              | [ 123 ]                  |
| 195       | 6月14日 | 同世代バスツアー                                                      | 橋本直（銀シャリ）、水田信二、福井俊太郎（GAG）、ツネ                                                       | [ 124 ]                  |
| 196       | 6月21日 | スターバックス王決定戦                                                | ユースケ（ダイアン）、おいでやす小田、水田信二                                                              | [ 125 ]                  |
| 197       | 6月28日 | ダイアン津田軍団バスツアー                                            | 津田篤宏（ダイアン）、市川義一（女と男）、よじょう（ガクテンソク）、田渕章裕（ちょんまげラーメン）          | [ 126 ]                  |
| 198       | 7月5日  | すき家王決定戦                                                        | 小杉竜一（ブラックマヨネーズ）、津田篤宏（ダイアン）                                                        | [ 127 ]                  |
| 199       | 7月19日 | M-1大活躍バスツアー                                                   | バッテリィズ、松井ケムリ（令和ロマン）                                                                      | [ 128 ]                  |
| 200       | 7月26日 | ミスド王決定戦                                                        | 津田篤宏（ダイアン）、銀シャリ                                                                              | [ 129 ]                  |
| 201       | 8月2日  | 551蓬莱王決定戦                                                       | 西田幸治（笑い飯）、井上裕介（NON STYLE）                                                                   | [ 130 ]                  |

## ネット局
| 放送対象地域   | 放送局                | 系列    | 放送日時                     | 放送開始日     | ネット状況 | 備考            |
| -------------- | --------------------- | ------- | ---------------------------- | -------------- | ---------- | --------------- |
| 近畿広域圏     | 毎日放送（MBS）       | TBS系列 | 日曜 0:28 - 1:28（土曜深夜） | 2021年1月14日  | 制作局     |                 |
| 北海道         | 北海道放送（HBC）     | TBS系列 | 水曜 0:59 - 1:59（火曜深夜） | 2021年5月3日   | 遅れネット | [ 131 ]         |
| 青森県         | 青森テレビ（ATV）     | TBS系列 | 木曜 0:26 - 1:26（水曜深夜） | 2024年4月18日  | 遅れネット |                 |
| 岩手県         | IBC岩手放送（IBC）    | TBS系列 | 月曜 23:56 - 翌0:56          | 2025年3月31日  | 遅れネット | [ 132 ]         |
| 宮城県         | 東北放送（tbc）       | TBS系列 | 火曜 23:56 - 翌0:55          | 2022年4月20日  | 遅れネット | [ 133 ]         |
| 山形県         | テレビユー山形（TUY） | TBS系列 | 火曜 23:56 - 翌0:55          | 2022年10月24日 | 遅れネット | [ 134 ]         |
| 福島県         | テレビユー福島（TUF） | TBS系列 | 火曜 23:56 - 翌0:55          | 2024年4月2日   | 遅れネット |                 |
| 山梨県         | テレビ山梨（UTY）     | TBS系列 | 水曜 0:55 - 1:55（火曜深夜） | 2024年4月3日   | 遅れネット |                 |
| 新潟県         | 新潟放送（BSN）       | TBS系列 | 金曜 1:00 - 2:00（木曜深夜） | 2021年4月8日   | 遅れネット | [ 135 ]         |
| 長野県         | 信越放送（SBC）       | TBS系列 | 火曜 23:56 - 翌0:55          | 2024年10月1日  | 遅れネット |                 |
| 静岡県         | 静岡放送（SBS）       | TBS系列 | 水曜 23:56 - 翌0:55          | 2023年10月5日  | 遅れネット | [ 136 ]         |
| 石川県         | 北陸放送（MRO）       | TBS系列 | 土曜 16:00 - 17:00           | 2025年1月11日  | 遅れネット | [ 137 ]         |
| 中京広域圏     | CBCテレビ（CBC）      | TBS系列 | 水曜 23:59 - 翌0:59          | 2021年4月8日   | 遅れネット |                 |
| 鳥取県・島根県 | 山陰放送（BSS）       | TBS系列 | 月曜 23:56 - 翌0:55          | 2022年4月14日  | 遅れネット | [ 138 ]         |
| 岡山県・香川県 | RSK山陽放送（RSK）    | TBS系列 | 月曜 23:56 - 翌0:55          | 2022年4月14日  | 遅れネット | [ 139 ]         |
| 広島県         | 中国放送（RCC）       | TBS系列 | 土曜 13:00 - 14:00           | 2021年3月4日   | 遅れネット | [ 140 ] [ 141 ] |
| 愛媛県         | あいテレビ（itv）     | TBS系列 | 月曜 23:56 - 翌0:55          | 2024年4月1日   | 遅れネット | [ 142 ]         |
| 福岡県         | RKB毎日放送（RKB）    | TBS系列 | 水曜 23:56 - 翌0:55          | 2022年1月21日  | 遅れネット | [ 143 ]         |
| 熊本県         | 熊本放送（RKK）       | TBS系列 | 火曜 23:56 - 翌0:55          | 2025年1月7日   | 遅れネット |                 |
| 大分県         | 大分放送（OBS）       | TBS系列 | 金曜 0:56 - 1:56（木曜深夜） | 2022年10月7日  | 遅れネット |                 |
| 宮崎県         | 宮崎放送（mrt）       | TBS系列 | 土曜 0:48 - 1:48（金曜深夜） | 2024年4月6日   | 遅れネット |                 |
| 鹿児島県       | 南日本放送（MBC）     | TBS系列 | 火曜 0:26 - 1:25（月曜深夜） | 2024年10月15日 | 遅れネット |                 |
| 日本全域       | GAORA                 | CS放送  | 不定期放送                   |                | 遅れネット |                 |

不定期ネット局
- チューリップテレビ（TUT） - 『ごぶごぶ』（日曜 0:28 - 1:28（土曜深夜）に放送）が毎日放送において放送休止となった場合に穴埋めで放送。
- 福井放送 (FBC) - 木曜の朝及び土日の昼間に単発経験あり。

### 過去のネット局
- 長崎放送（NBC） - 月曜 23:56 - 翌0:55に放送していたが、2024年3月打ち切り。

### ネット配信
最新回配信は毎日放送の放送日基準のため、遅れネット局ではインターネット配信開始が放送より先行する。
| 配信元        | 更新日時       | 配信期間 | 備考                             |
| ------------- | -------------- | -------- | -------------------------------- |
| MBS動画イズム | 日曜 1:28 更新 | 30日     | 毎日放送の最新回分限定で無料配信 |
| TVer          | 日曜 1:28 更新 | 30日     | 毎日放送の最新回分限定で無料配信 |
| MBS動画イズム | 過去分         | 過去分   | 有料見放題配信                   |

## スタッフ

### レギュラー版
レギュラー版から参加→●
- ナレーション：橋本のりこ
- 企画・演出：清水涼平（MBS、第1回は演出のみ）
- 構成：友光哲也（第1,2回～）、中野貴至（第2回～）
- CAM：西田慶仁、森本翔一、高岡慎一、山本真也、柴田功二、袖垣竜也、平野義男、中嶋留威、藤沼大輔（共に●）【週替り】
- AUD：徳島聡志、梶巻久仁彦（共に●）【週替り】
- MIX：土渕裕貴（●）【週替り】
- AA：田中真穂（●）【週替り】
- CA：富田真司、出野紗恵、村山峻平、梅村美奈、中島日歌、鈴木崚真（共に●）【週替り】
- MA/SE：山本大輔
- EED：加田晃紀（第2回～）、池田佳穂、山本優美（●）【週替り】
- 美術：中西勇二（MBS）
- 美術進行：白崎嵩久（●）
- タイトル：玉川愛美、高橋涼
- 編成：山内健太郎（MBS、●）
- PR：大澤久美（MBS、●）
- HP：松宮ほの香（●）、佐藤初那（●#2）
- コンテンツ：倉林大介（●）
- 協力：D:COMPLEX（●）、ロボッツ（第2回～）、dalnaRl、よしもとブロードエンタテインメント（第1回と●）、イノセント（●#2）、戯音工房、ステッププラン（ステップ→●）、放送映画、よしもとブロードテック（よしもと→●）
- デスク：西城栄里（●）
- ディレクター：中井英雄（よしもとブロードエンタテインメント、第1回と●）、中村俊之（dalnaRl→D:COMPLEX）、秀島光樹（ロボッツ、第2回～→一時離脱）、近藤和俊（ユーロック、●）、竹内成修（MBS、一時離脱）、中西琴乃（dalnaRl、●）、埜尻航平（●）、本田厚仁（●）、水越森生（MBS、●）、森本希（●）
- プロデューサー：高橋滋己（MBS、●、以前はAP）、山中脩平（吉本興業、●）、新垣こころ（吉本興業、●）
- 制作協力：吉本興業
- 製作著作：MBS

### 過去のスタッフ
- 構成：宮崎高章、山本らん、斉藤大悟（共に第1回）
- TM：喜多良平（MBS、第1回）
- TD/SW：桜井康行（MBS、第1,2回）
- VE：中尾元泰（MBS、第1,2回）
- CAM：高石和隆（MBS、第1回）、松本卓紘（MBS、第2回）
- LD：吉田和之（MBS、第1回）、木村圭祐（MBS、第2回）
- MIX：外島真由美（SAプロ、第1回）、竹田和寛（第2回）
- EED：岸本元博、村井充（共にMBS・第1,2回）、村上真央（第2回～と●）
- タイトル：廣瀬康次郎（第1,2回）
- CG：紀野伸子、田中裕司（共に第1,2回）
- TK：浜川鮎美（第1,2回）
- 宣伝：稲付晴日（MBS、第2回と●#1は宣伝）、大澤敬（●）
- PR：上村真太朗（MBS、第1回と●）
- 編成：藤島淳史（MBS、第1回）、藤原大輔（MBS、第2回～と●）、川上裕（MBS、第2回は宣伝、●初期はPR）、小竹聡美（MBS、●）
- コンテンツ：和気正紀、亀岡裕子、島津颯太（全員→●）
- HP：高田将志（●）、川端崚太（●）
- 協力：一歩本舗、ビーム、タイトルラボ、えむき（共に第1回）、オフィスきらきら、毎日舞台、高津商会、インターナショナルクリエイティブ、アイデアリミックスクラブ（共に第1,2回）、NTTぷらら（●）、サウンドエースプロダクション、関西東通、アーチェリープロダクション（共に第1,2回～）、ピースリー本舗（●）、モア（共に第1,2回～と●）
- AP：酒井絞茄（MBS、第2回～と●）、石井カオリ（吉本興業、●）
- デスク：本田美和、福西美香、冨永健次（全本田以外→●）
- ディレクター：近藤拓也（一歩本舗）、竹内誇男（dalnaRl）、大浦未来（よしもとブロードエンタテインメント）、福井彩音（MBS）、大西亜季（共に第1回）、吉良哲平（オフィスきらきら、第1,2回）、伊與田萌（ロボッツ、第2回～）、岩下岳周（MBS、第2回～）、杉山萌、端大輝（共に●）、赤井直樹（●）、川畑結衣（●）、津嶋綾葉（MBS、第2回～）、後藤真采（●）
- プロデューサー：松本みゆき（MBS）、金丸貴史（吉本興業、第1回）、坂口大輔（吉本興業、第2回）、中井謙吾（吉本興業、●）、真鍋理恵（吉本興業、●）、谷垣和歌子（吉本興業、●）
- 制作：新堂裕彦（MBS、●#2）

## エンディング曲（レギュラー版から）
- 渡辺直美「Venus」（YOSIMOTO MUSIC CO.,LTD.）：#1～#11
- つぼみ大革命「ぷにゅ」（YOSIMOTO MUSIC CO.,LTD.）：#12～#23
- 間寛平「8,9,10の歌～BEAT THE CORONA(コロナに負けるな)～」（YOSIMOTO MUSIC CO.,LTD.）：#24～#38
- 樺澤まどか「卑屈のうた」（YOSIMOTO MUSIC CO.,LTD.）：#39〜